# 沙托鲁莱萨尔普
沙托鲁莱萨尔普（法語：Châteauroux-les-Alpes，法語發音：[ʃatoʁu le.z‿alp]）是法国上阿尔卑斯省的一个市镇，位于该省中东部，属于加普区。

## 地理
沙托鲁莱萨尔普（44°36'52"N, 6°31'19"E）面积92.84 平方千米，位于法国普罗旺斯-阿尔卑斯-蓝色海岸大区上阿尔卑斯省，该省份为法国东南部内陆省份，北起萨瓦省，西北接伊泽尔省，西南接德龙省，南至上普罗旺斯阿尔卑斯省，东北部与意大利接壤。
与沙托鲁莱萨尔普接壤的市镇（或旧市镇、城区）包括：尚塞拉、昂布兰、弗雷西尼耶尔、奥西耶尔、雷阿隆、雷奥捷、圣安德烈当布兰、迪朗斯河畔圣克莱芒。

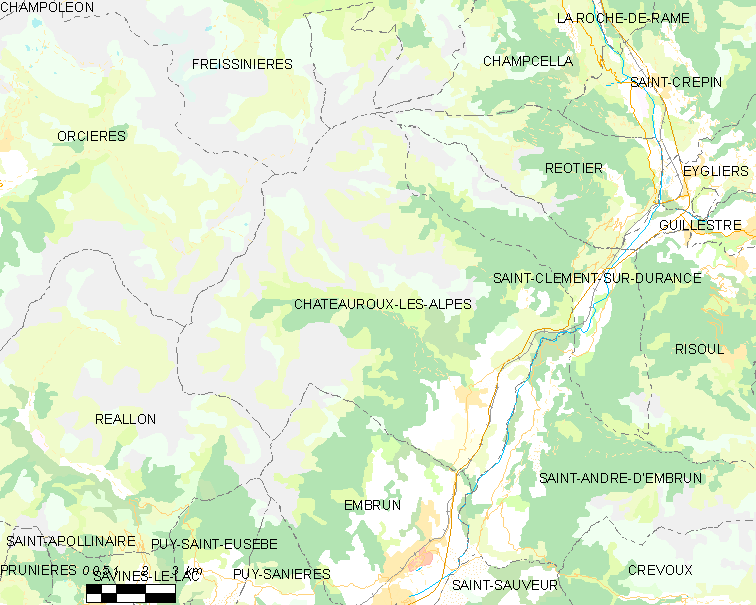
沙托鲁莱萨尔普的OSM定位图

沙托鲁莱萨尔普的时区为UTC+01:00、UTC+02:00（夏令时）。

## 行政
沙托鲁莱萨尔普的邮政编码为05380，INSEE市镇编码为05036。

## 政治
沙托鲁莱萨尔普所属的省级选区为昂布兰县。

## 人口

1962-2008年间沙托鲁莱萨尔普人口变化图示

沙托鲁莱萨尔普于2022年1月1日时的人口数量为1223人。